# Ernest von Koerber
Ernest von Koerber (6. listopadu 1850 Trident, Tyrolsko – 5. března 1919 Baden, Dolní Rakousy) byl rakousko-uherský politik, předseda vlády Předlitavska v letech 1900–1904 a 1916.

## Život
Ernest von Koerber se narodil v důstojnické a úřednické rodině. Jeho strýcem byl spisovatel Philipp von Koerber (1812–1861), prastrýcem generál Karl von Koerber (1802–1853).

### Kariéra
Vystudoval Tereziánskou akademii a práva na vídeňské univerzitě a roku 1874 nastoupil na ministerstvo obchodu. V roce 1895 byl jmenován ředitelem státních drah. Na přelomu let 1897/1898 byl krátce ministrem obchodu v Gautschově vládě, v roce 1899 byl opět velmi krátce ministrem vnitra ve vládě Clary-Aldringena. 18. ledna 1900 byl jmenován předsedou vlády předlitavské části Rakousko-Uherska (první vláda Ernesta von Koerbera) a zůstal jím až do 31. prosince 1904. Zároveň spravoval ministerstvo vnitra, v letech 1902–1904 také ministerstvo spravedlnosti. Po demisi se na čas stáhl z veřejného života a až v letech 1915–1916 přijal úřad společného ministra financí obou částí monarchie, byl zodpovědný také za správu Bosny a Hercegoviny. V roce 1916 se stal nakrátko opět ministerským předsedou (druhá vláda Ernesta von Koerbera).

### Ministerský předseda
Politicky se Koerber řadil mezi německé liberály. Úsilí o udržení celistvosti země prostřednictvím regulace jazykových poměrů narazilo na bouřlivý odpor mladočechů, kteří zahájili obstrukci v říšské radě a ta musela být pro násilnosti a ničení vybavení uzavřena. Cíle se proto poté snažil dosáhnout hospodářskou integrací Předlitavska, především budováním společné infrastruktury (kanál Dunaj-Odra-Labe, budování železnic). Vypracoval také návrh správní reformy a připravil systém sociálního zákonodárství. Snažil se o uvolnění hlasovacího práva a značně zmírnil letitou perzekuci sociální demokracie. Uvolnil také tiskovou cenzuru, odpor tisku byl však jednou z hlavních příčin, proč se tyto záměry nepodařilo prosadit v parlamentu. Přes pouhé dílčí úspěchy znamenal jeho čtyřletá vláda určitou konsolidaci předlitavské exekutivy, kde se střídalo i několik ministerských předsedů během jednoho roku. Nedokázal však řešit národnostní problémy, které blokovaly i činnost říšské rady. Ministry bez porfeje (krajánky) v jeho vládě byli Antonín Rezek a Antonín Randa, ministrem financí byl známý ekonom Eugen Böhm von Bawerk.
Po atentátu Friedricha Adlera na hraběte Stürgkha jej 28. října 1916 František Josef I. jmenoval znovu ministerským předsedou. V tomto druhém funkčním období bylo jeho úkolem zmírnit autoritářskou atmosféru nastolenou zavražděným předchůdcem. Krátce po jeho nástupu však císař zemřel a 13. prosince podal Koerber pro názorové neshody s jeho nástupcem Karlem I. demisi.
Zemřel krátce po ukončení války v sanatoriu v Badenu u Vídně.